# Kammararkivet
Kammararkivet (även förkortat KA) är svenskt arkiv bestående i huvudsak av handlingar genererade i den kungliga kammaren (från ca 1540) och senare Kammarkollegiums (bildat 1634) verksamhet. Arkivet införlivades 1922 organisatoriskt med Riksarkivet.

## Samlingar
Kammararkivet omfattar omkring 8 000 hyllmeter handlingar. I arkivet finns länsräkenskaper med verifikationer (jordeböcker, mantals- och taxeringslängder med mera) från 1530-talet till och med 1895. De äldsta av dessa är de så kallade landskapshandlingarna. Dessutom förvaras där bland annat reduktionsarkiven, en del av Hedvig Eleonora av Holstein-Gottorps livgedingsarkiv samt ett stort antal räkenskapsserier, vilka efter granskning i Kammarrättens revisionsavdelning blivit överlämnade till arkivet. Vad de äldre partierna angår, har samlingarna inte sällan splittrats mellan Riksarkivet och Kammararkivet. Under 1800-talet införlivades även två av kommerserådet Bernhard Emanuel Rosenblad och kamreraren Carl Sandberg bildade samlingar av historiska handlingar.

## Historik

### Lokaler
Före Slottsbranden 1697 förvarades Kammararkivet på Stockholms slott. Samlingarna skonades från eldskada, även om oordning uppstod. Därefter förvarades arkivet i Kungshuset (Wrangelska palatset) och till mindre delar i Oxenstiernska huset och Logårdsvalvet. Wrangelska palatset eldhärjades i Riddarholmsbranden 1802. 1806 flyttades handlingarna till den då nyinredda lokalen på nedre botten på det efter branden nyuppförda Kammarrättens hus på Riddarholmen fram till 1969, året efter det övriga Riksarkivets överflyttning till nya lokaler på Kungsholmen.

### Skador
Genom Riddarholmsbranden och ytterligare en i början av 1800-talet inträffad eldsvåda blev stora delar av såväl Kammarkollegiets egna arkivalier som av det egentliga Kammararkivet skadade. Genom bristande vård under en del av 1800-talet - vissa arkivalier användes då bland annat till förladdning vid arméns skjutövningar - har arkivet sedermera lidit ytterligare förluster. Sedan riksdagen därtill beviljat särskilt anslag, har arbetet med ordnande av arkivets handlingar fortgått från och med 1898 och var 1910 i det närmaste fullbordat.

### Organisation
Kammarens handlingar handhades i äldre tider av s.k. "kistedrängar" och "kisteaktare". Kammararkivets samlingar sammanfördes omkr. 1617 av Bengt Ingolfsson, hvilken från och med nämnda år till sin död (1662) tjänstgjorde som det då nybildade arkivets föreståndare ("inspector archivi"). Även hans efterträdare benämndes "inspektörer" till och med 1838. 1839-1879 sköttes arkivet av en kamrerare. Därefter kom det fram till införlivandet med Riksarkivet att förestås av en arkivarie, medan ett kammarråd utövade tillsynen över ärendenas gång där. Enligt Kammarkollegiets instruktion av 26 maj 1909 ålade det arkivarien att bland annat verkställa undersökningar och avge yttranden i ärenden som remitteras till honom från kollegiet, liksom att, i den mån övriga tjänstegöromål medger detta, på enskilda personers begäran verkställa undersökningar.